# Puerto Real
Puerto Real est une ville et une commune espagnole de la communauté autonome d’Andalousie, dans la province de Cadix.

## Géographie

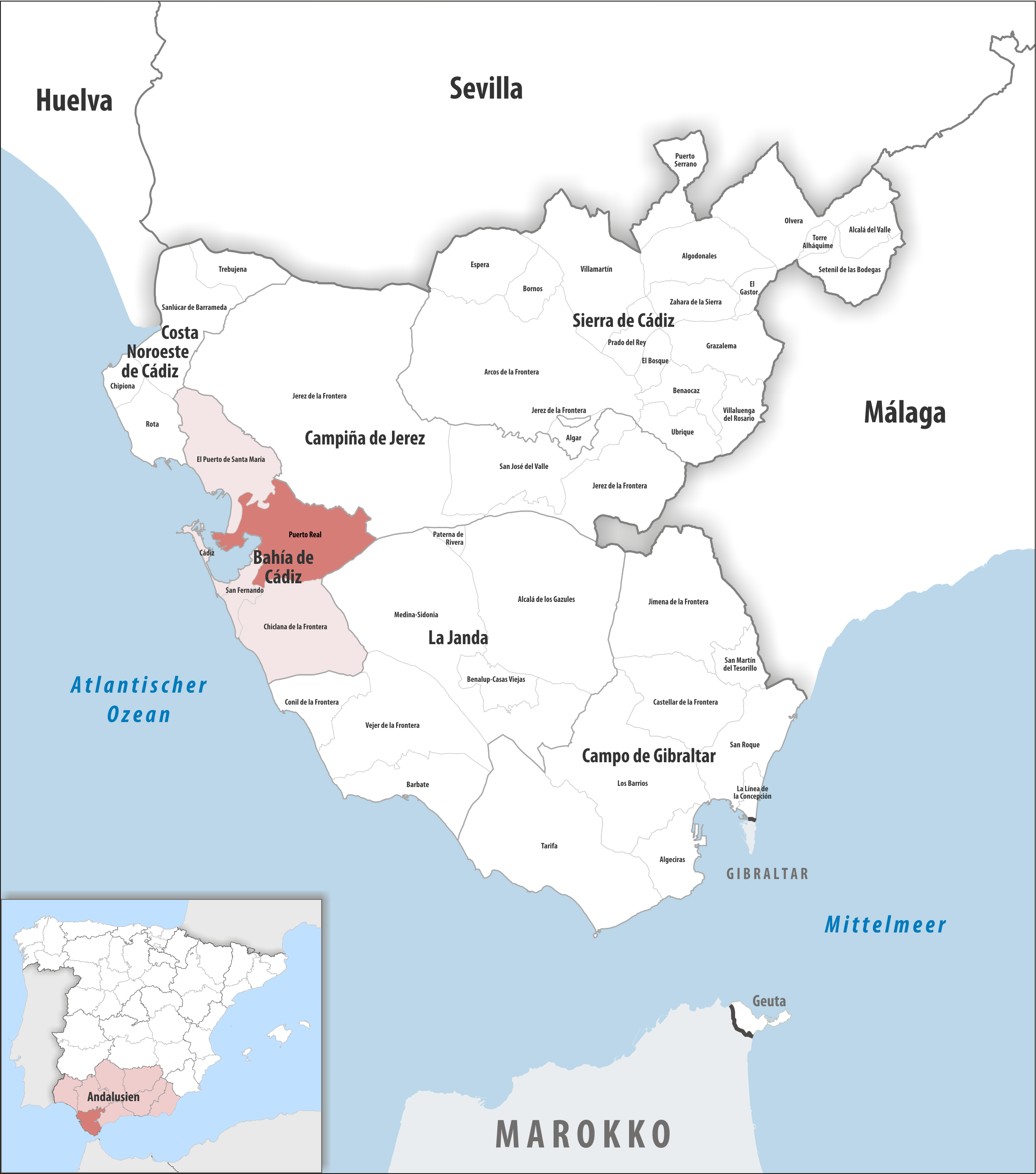
Puerto Real dans la province de Cadix / en Andalousie

### Localisation
La commune de Puerto Real est au centre de la comarque de la Baie de Cadix, sur la côte ouest de la province de Cadix ; elle est bordée à l'ouest par la baie de Cadix. 

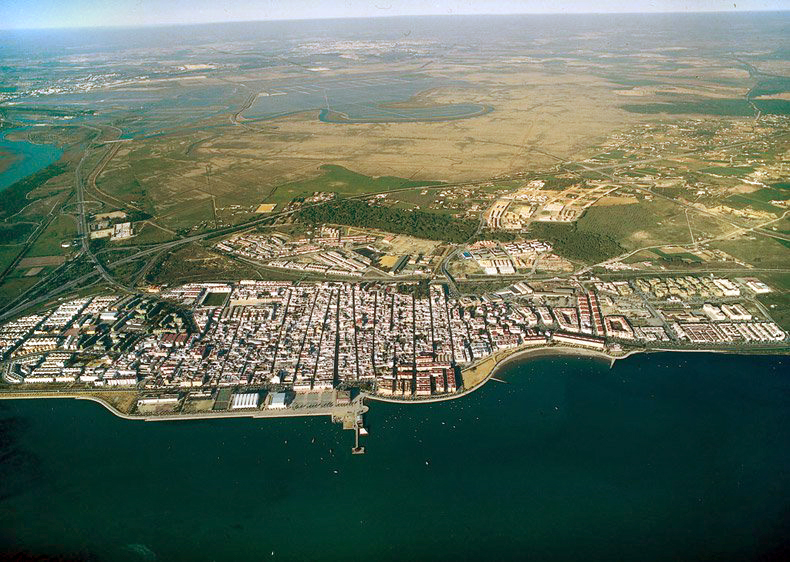
Vue N-N-E de Puerto Real : baie de Cadix au premier plan ; derrière la ville, les champs et marécages du ; El Puerto de Santa Maria plus loin, un peu à gauche.

Cadix est à 11 km ouest ;
Jerez de la Frontera à 24 km nord ;
Gibraltar à 111 km sud-est ;
Séville à 111 km nord

### généralités, présentation
Elle s'étend sur 195 km2.[réf. nécessaire]
Le territoire comprend également d'autres zones habitées : Las Canteras, Jarana, El Marquesado, El Meadero de la Reina et le nouveau quartier de Río San Pedro,.
Une partie du parc naturel de la baie de Cadix (es) s'étend sur l'ouest du territoire communal.

## Histoire
Fondée le 18 juin 1483 par les rois catholiques, Isabelle de Castille et Ferdinand II d'Aragon, comme port royal (d'où son nom) propriété de la Couronne.

## Économie
Son économie dépend principalement du secteur industriel, notamment de la construction navale et aéronautique (chantiers navals et Airbus).
Élevage du xérès
Les trois villes de Sanlúcar de Barrameda, El Puerto de Santa María et Jerez de la Frontera forment le « triangle du Xérès », le fameux vin de Xérès (ou « Sherry »), très prisé des Britanniques. C'est là que le vieillissement de ce vin devait se faire - le raisin, lui, pouvait provenir de n'importe quelle localité du territoire de la Denominación de Origen (DO). Depuis novembre 2022, les caves situées dans les municipalités comprises dans la DO (c'est-à-dire Trebujena, Lebrija, Chipiona, Rota, Chiclana et Puerto Real) peuvent effectuer le processus complet d'élaboration des vins et sont admises de plein droit à l'appellation d'origine.

## Culture

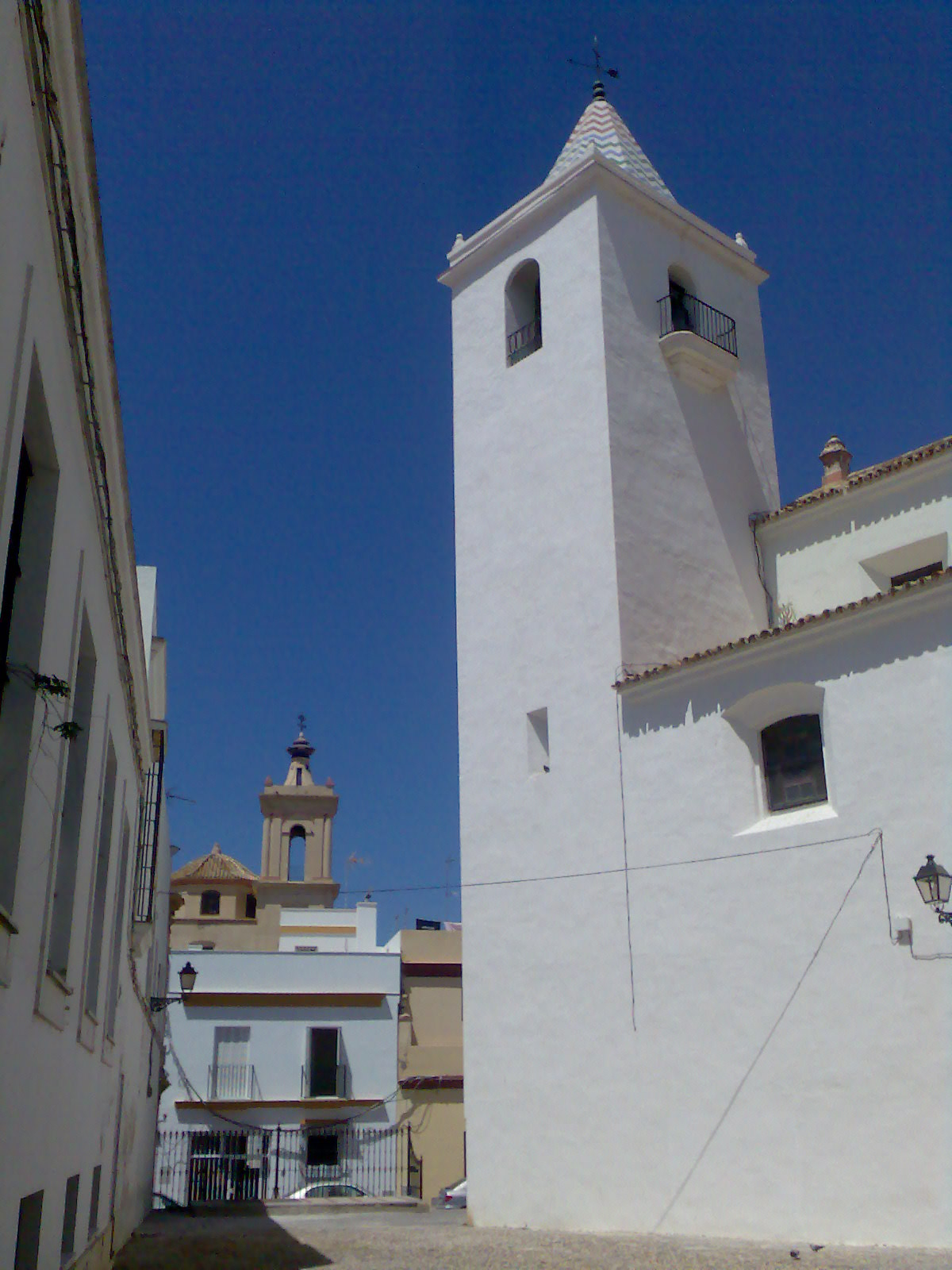
Église de San-Sebastián, et église de San José au fond

### Monuments de Puerto Real
Parmi les monuments les plus remarquables elle compte:
- Sites archéologiques romains, dans les environs de la ville, la plupart datant du Ier siècle av. J.-C.
- L'église priorale de Saint Sébastien, XVIe siècle.
- L'église de la Victoire, XVIIe siècle.
- L'église de Saint Joseph, XVIIIe siècle, qui abrite aujourd'hui un centre culturel municipal.
- Les vestiges des châteaux de Saint Louis et du Trocadéro (ce dernier dans l'île du Trocadero), où les troupes de louis 18 avaient remporté une victoire décisive (le site du Trocadéro et la bataille qui y a eu lieu ont donné son nom à la célèbre place parisienne).
- Fontaine centrale et jardins du Porvenir, XIXe siècle.
- Théâtre principal, XIXe siècle.
- Marché municipal, XVIIIe siècle.

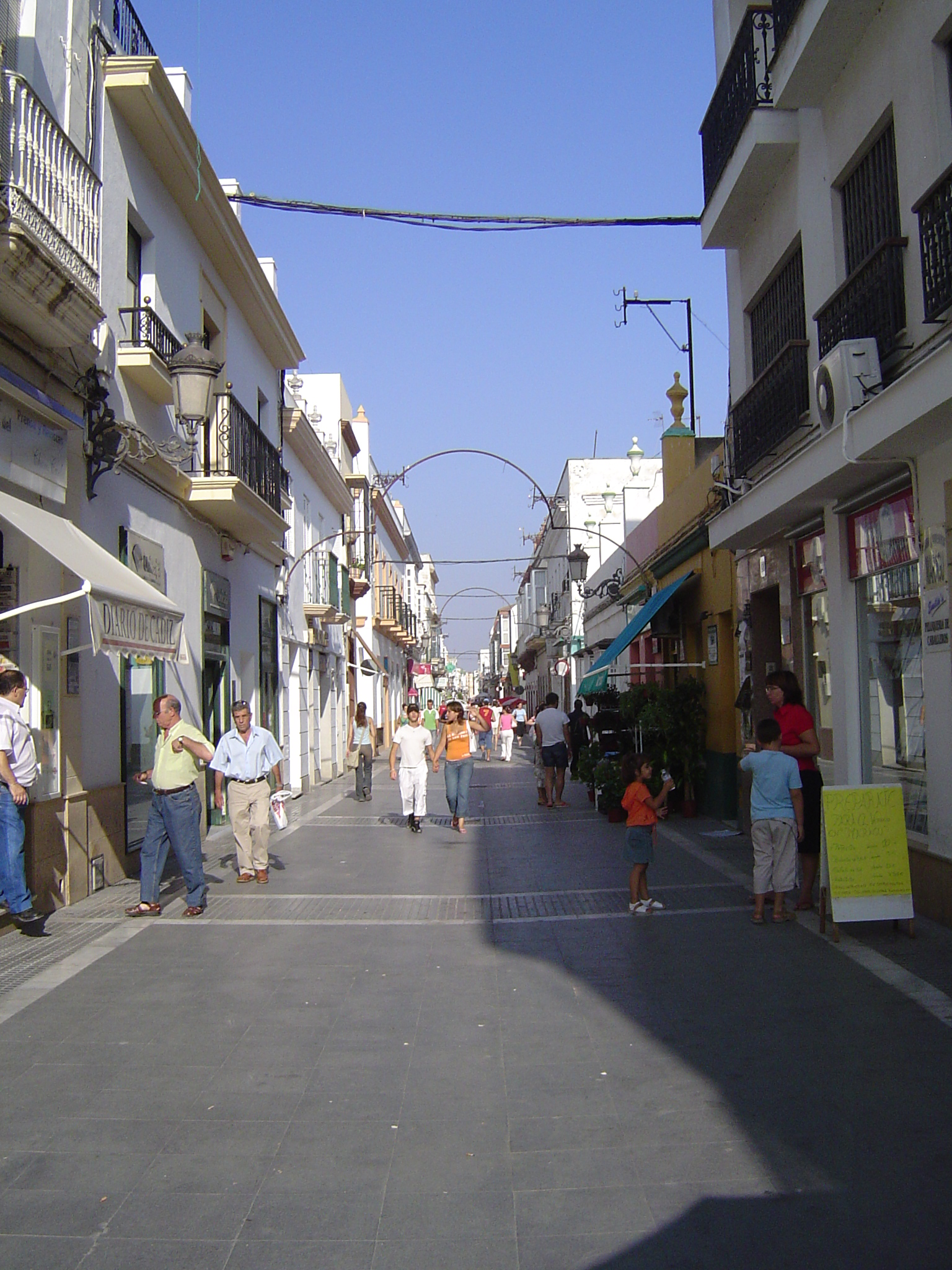
Rue principale
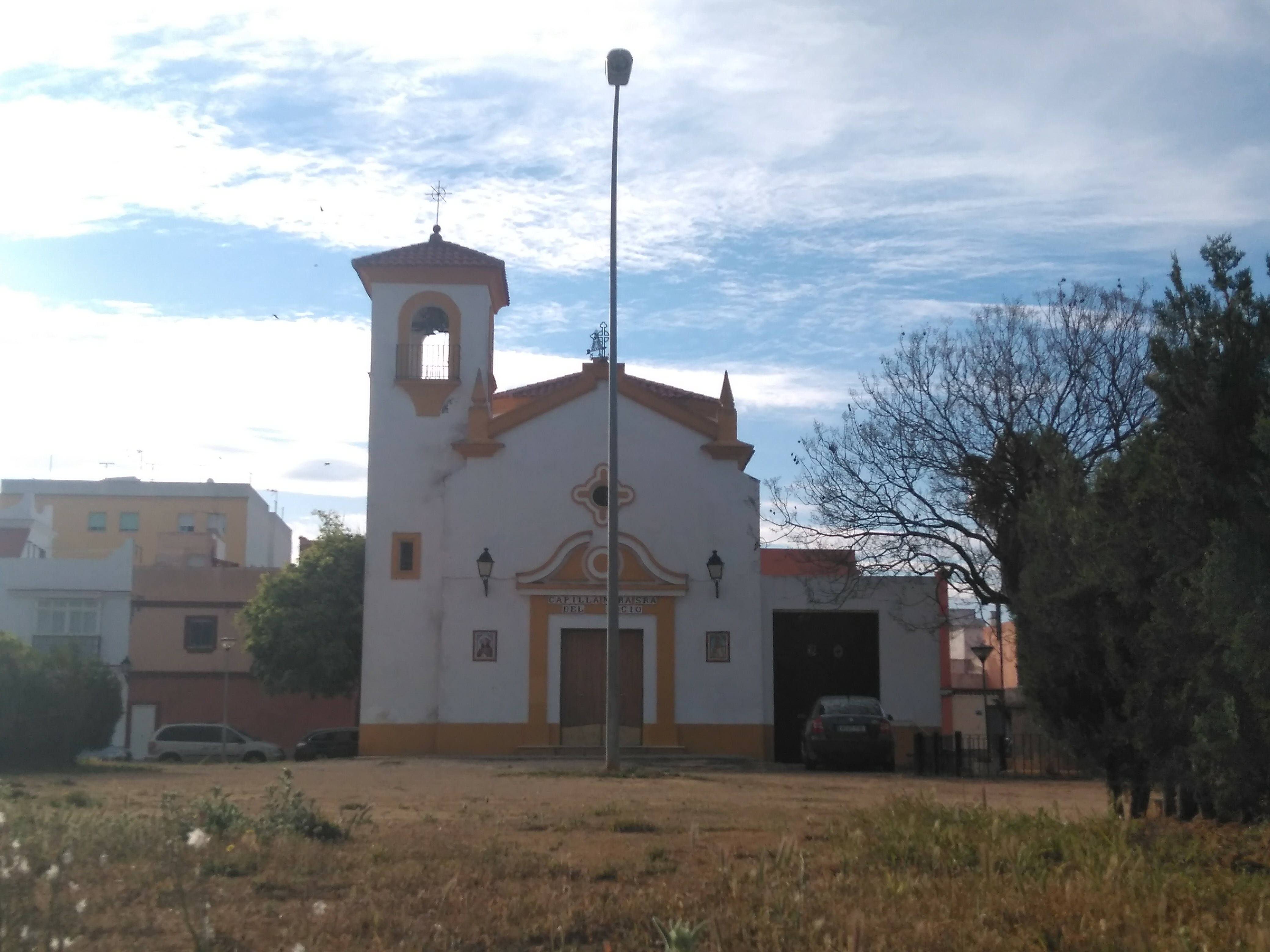
Chapelle N-D de Rocio
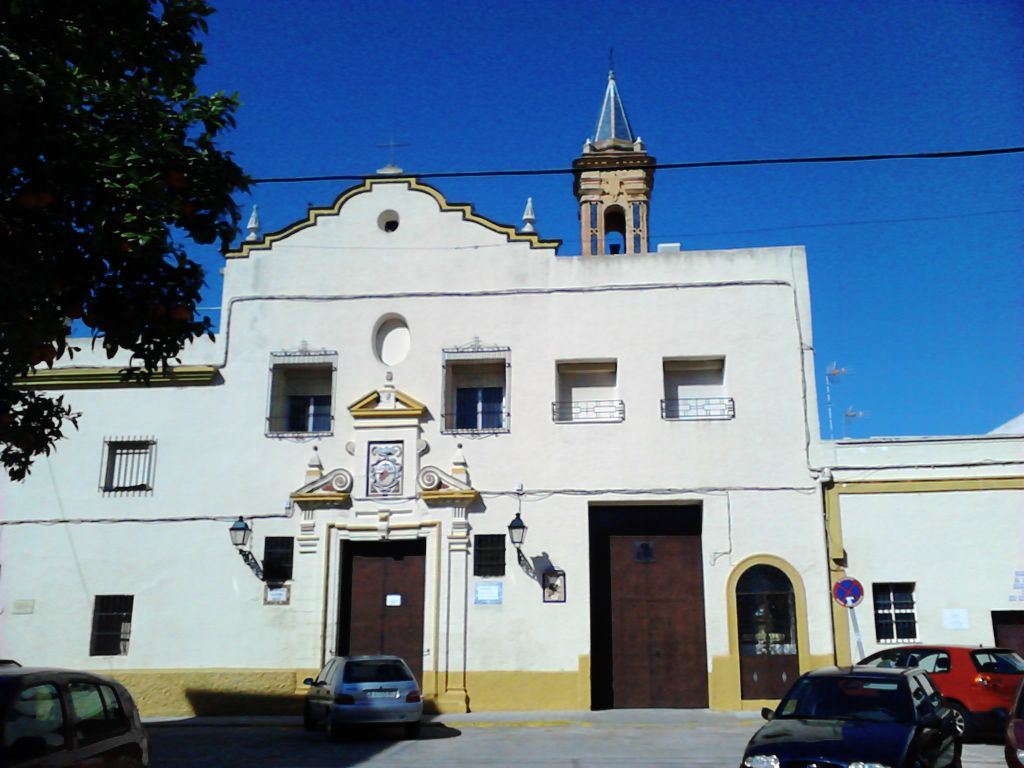
Église de la Victoire
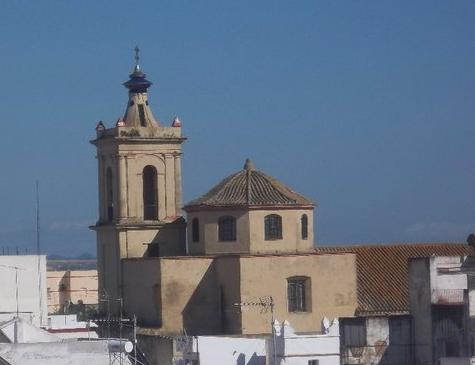
église de San José (es)
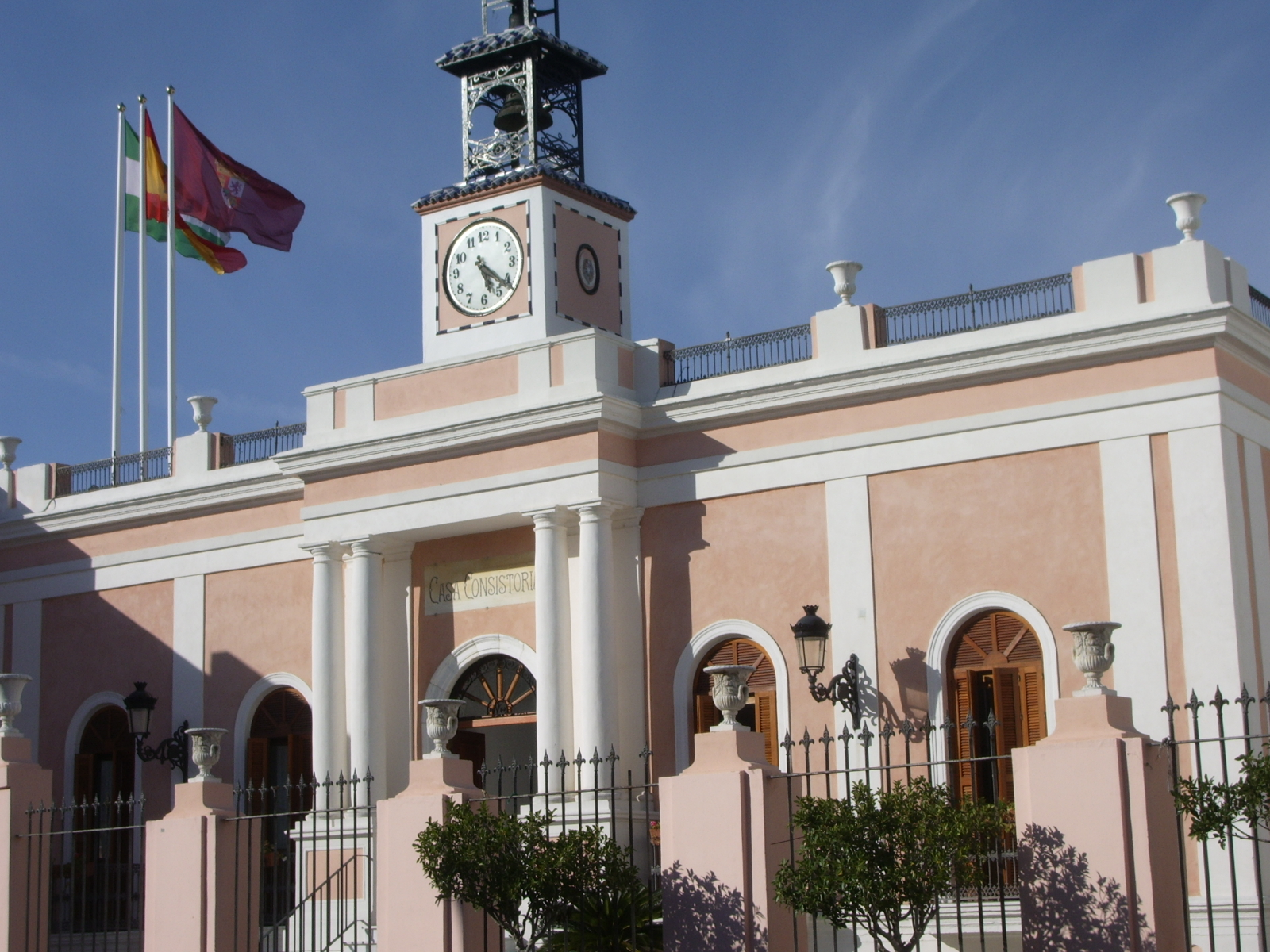
Ancienne mairie
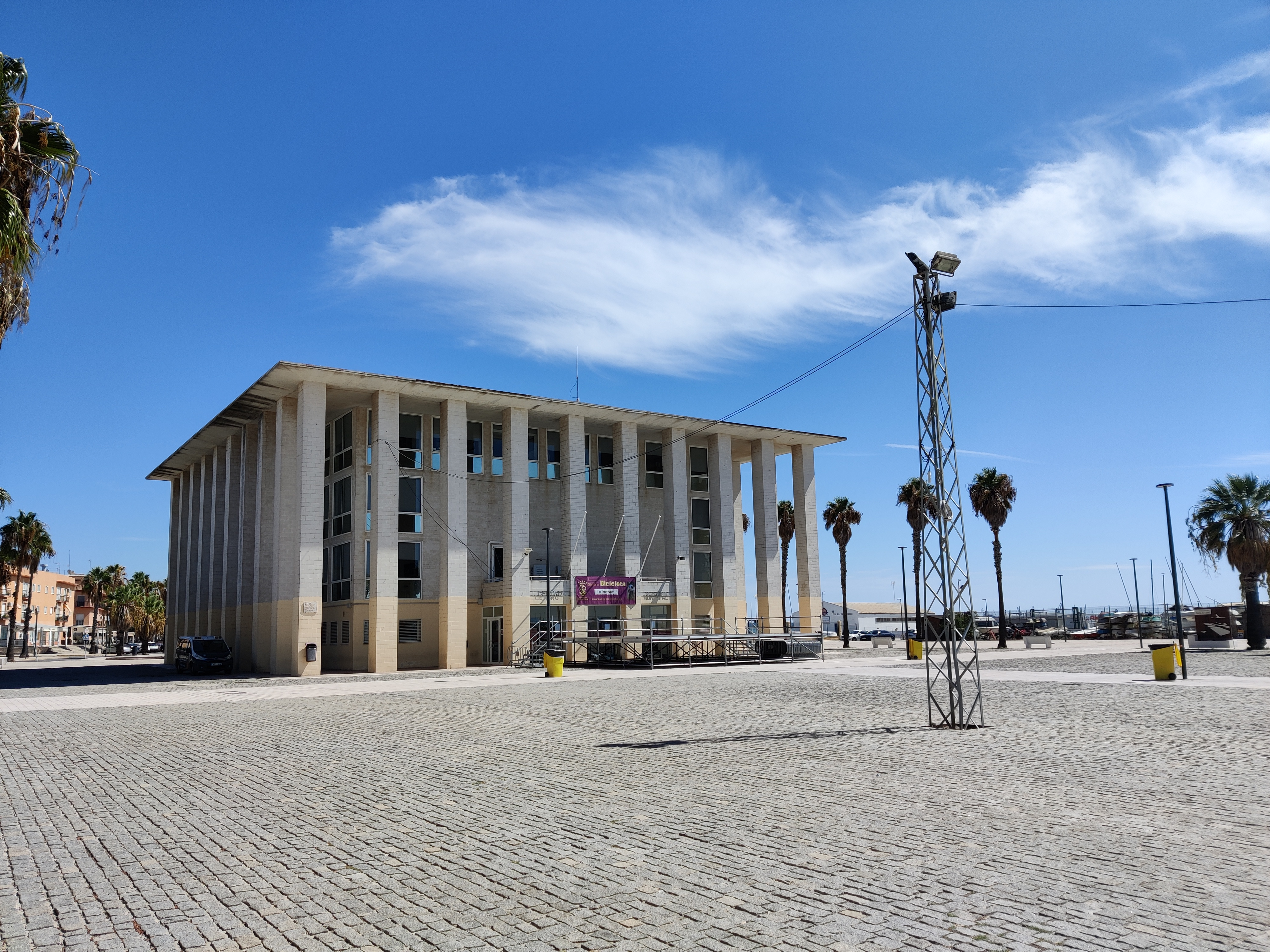
Nouvelle mairie

### Activités culturelles
La vie sociale à Puerto Real est organisée autour des associations de voisinage, des organisations religieuses et d'autres groupes. Le carnaval, et la Féria qui se tient début juin, sont des évènements majeurs dans la ville.

## Personnalités liées à Puerto Real
- Juan Antonio Campuzano Hoyos, écrivain, capitaine d'artillerie, Maire de la Ville et Vice-président du Conseil Provincial de Cadix.
- Eduardo Alvarez Alfaro, musicien, compositeur.
- Pedro Alvarez Hidalgo, compositeur et musicien.
- Francisco Corral Boat, homme politique.
- Juan Jose Bottaro and Palmer, sculpteur.
- Canalejas of Puerto Real, "cantaor" de flamenco.
- Daily, compositeur de Carnaval.
- Francisco Fernández Rodríguez, “Gallego”, footballeur.
- José Gámez Boundary, prête et écrivain.
- Mondeño, toréro.
- Ernesto Lopez, “Claudius Frollo”, écrivain.
- Pedro de Matheu Montalvo, peintre.
- Antonio Muro, historien (“père” de l'historiographie locale; fils d'honneur de la ville)
- José Belizón Tocino, peintre.
- Diego Vargas, “El Fillo”, "cantaor" flamenco.
- Pepin De La Fuente, peintre.
- Pascual Cervera y Topete, amiral, y est décédé en 1909.